# 르어우 머우선

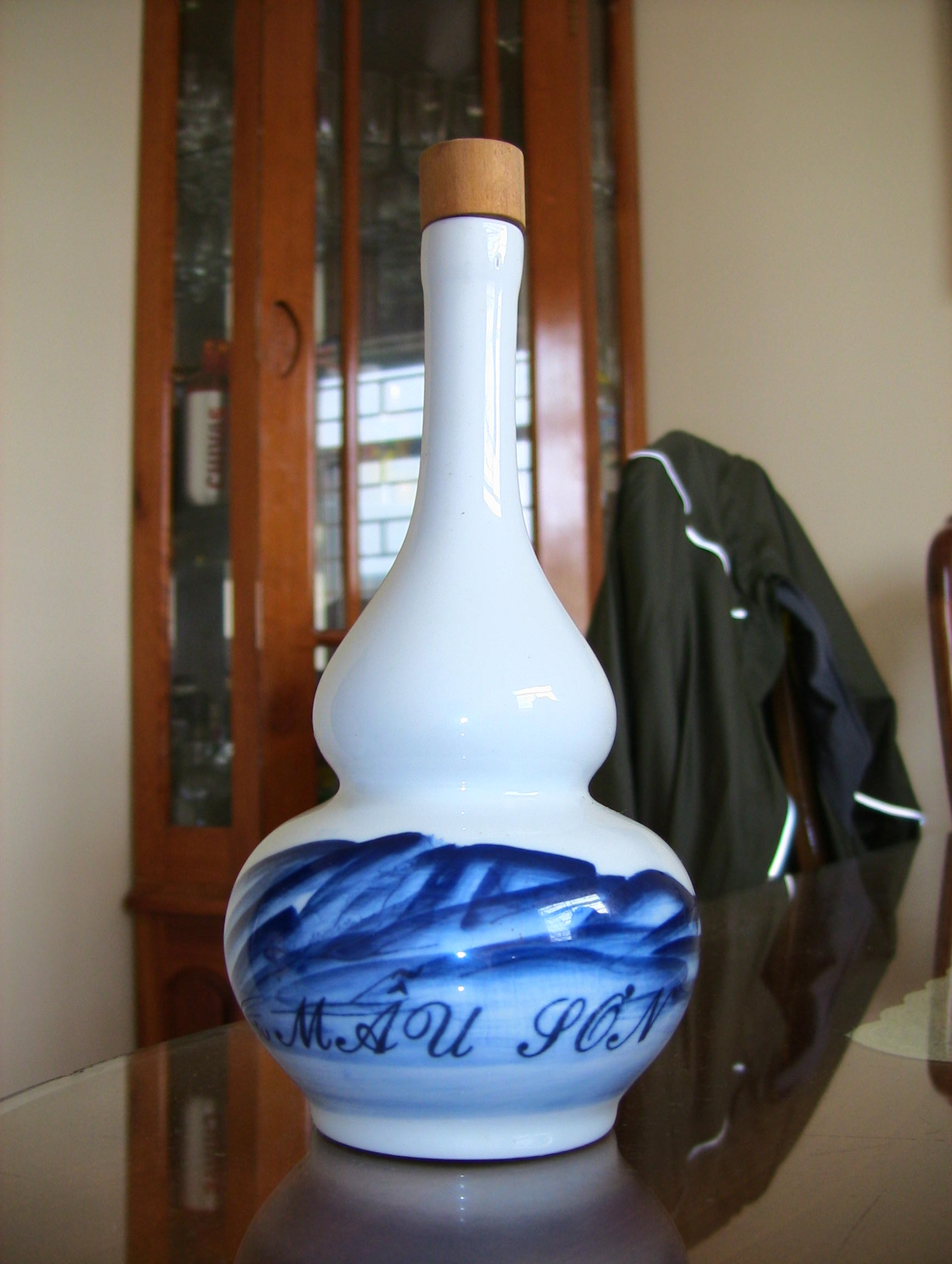

르어우머우선(베트남어: rượu Mẫu Sơn→머우선 술)은 베트남 랑선성에 위치한 머우선 산(Mẫu Sơn) 정상 부근에 거주하는 민족인 야오족이 주조한 특산주이다.